# Liste des cardinaux créés par Innocent X
Au cours de son pontificat, le pape Innocent X a créé 40 cardinaux à l'occasion de 8 consistoires ordinaires.

## Créés le 14 novembre 1644
- Camillo Francesco Maria Pamphilj
- Giancarlo de’ Medici
- Domenico Cecchini
- Francesco Maria Farnese

## Créés le 6 mars 1645
- Niccolò Albergati-Ludovisi
- Tiberio Cenci
- Pier Luigi Carafa
- Orazio Giustiniani CO
- Federico Sforza
- Alderano Cibo
- Benedetto Odescalchi (deviendra le pape Innocent XI)

## Créé le 28 mai 1646
- Jean II Casimir Vasa SJ

## Créés le 7 octobre 1647
- Fabrizio Savelli
- Michel Mazarin OP
- Francesco Cherubini
- Cristoforo Vidman
- Lorenzo Raggi
- Francesco Maidalchini
- Antonio de Aragón-Córdoba-Cardona y Fernández de Córdoba

## Créé le 19 novembre 1650
- Camillo Astalli-Pamphili

## Créés le 19 février 1652
- Jean-François-Paul de Gondi de Retz
- Domingo Pimentel Zúñiga OP
- Fabio Chigi (deviendra le pape Alexandre VII)
- Giovanni Girolamo Lomellini
- Luigi Omodei
- Pietro Ottoboni (deviendra le pape Alexandre VIII)
- Giacomo Corradi
- Marcello Santacroce
- Baccio Aldobrandini
- Friedrich von Hessen-Darmstadt O.S.Io.Hieros.
- Lorenzo Imperiali
- Giberto Borromeo

## Créé le 23 juin 1653
- Carlo Barberini

## Créés le 2 mars 1654
- Giovanni Battista Spada
- Prospero Caffarelli
- Francesco Albizzi
- Ottavio Acquaviva d'Aragona
- Carlo Pio di Savoia
- Carlo Gualterio
- Decio Azzolino

### Source
- Charles Berton et Jacques-Paul Migne, Dictionnaire des cardinaux : contenant des notions générales sur le cardinalat, Paris, Jacques-Paul Migne, 1857, 1824 p. (lire en ligne) La Liste des Cardinaux créés par Innocent X est page 1777.